# Кирлібаба (комуна)
Кирлібаба (рум. Cârlibaba) — комуна у повіті Сучава в Румунії. До складу комуни входять такі села (дані про населення за 2002 рік):
- Єду (174 особи)
- Валя-Стиней (115 осіб)
- Кирлібаба-Ноуе (434 особи)
- Кирлібаба (1058 осіб)
- Цибеу (188 осіб)
- Шесурі (12 осіб)

Комуна розташована на відстані 356 км на північ від Бухареста, 84 км на захід від Сучави, 145 км на північний схід від Клуж-Напоки.

## Населення
За даними перепису населення 2002 року у комуні проживала 1981 особа.
Національний склад населення комуни:
| Національність | Кількість осіб | Відсоток |
| -------------- | -------------- | -------- |
| румуни         | 1690           | 85,3%    |
| німці          | 178            | 9,0%     |
| українці       | 106            | 5,4%     |
| угорці         | 5              | 0,3%     |
| поляки         | 1              | 0,1%     |

Румунізація змінює національний склад мешканців (у 1930 році було 36,7% німців, 33,0% українців, 13,25% євреїв). Процес асиміляції помітніший на втраті рідної мови.
Рідною мовою назвали:
| Мова       | Кількість осіб | Відсоток |
| ---------- | -------------- | -------- |
| румунська  | 1775           | 89,6%    |
| німецька   | 107            | 5,4%     |
| українська | 94             | 4,7%     |
| угорська   | 4              | 0,2%     |

Склад населення комуни за віросповіданням:
| Релігія                                       | Кількість осіб | Відсоток |
| --------------------------------------------- | -------------- | -------- |
| православні                                   | 1700           | 85,8%    |
| римо-католики                                 | 259            | 13,1%    |
| п'ятдесятники                                 | 7              | 0,4%     |
| адвентисти                                    | 7              | 0,4%     |
| бретрени                                      | 3              | 0,2%     |
| лютерани (Синодально-пресвітеріанська церква) | 2              | 0,1%     |
| реформати                                     | 1              | 0,1%     |
| греко-католики                                | 1              | 0,1%     |
| старообрядці                                  | 1              | 0,1%     |